# 계룡대근무지원단
계룡대근무지원단(鷄龍臺勤務支援團, Gyeryongdae Service Support Group, 약칭: 계근단)은 계룡대에 있는 대한민국 국군의 3군 본부에 대한 근무·시설·운송 지원 등의 업무를 수행하기 위해 「계룡대근무지원단령」에 의거하여 설립된 대한민국 국방부 직할부대이다. 충청남도 계룡시에 있는 계룡대에 위치하고 있다.

## 임무
1. 육군본부, 해군본부 및 공군본부 등 계룡·유성 지역에 위치한 부대 또는 기관으로서 국방부장관이 정하는 부대 또는 기관(이하 “각군본부등”이라 한다)이 소재한 지역의 출입 관리 및 경호·경비
2. 육군본부·해군본부 및 공군본부의 주요 행사 지원
3. 각군본부등의 차량유지·관리 및 수송지원
4. 각군본부등이 소재한 지역의 업무시설, 복지시설 및 군사보호시설 등 각종 시설 및 국유재산의 관리
5. 각군본부등의 군기(軍紀) 유지·단속
6. 그 밖에 각군본부등에 대한 근무지원

## 조직
| - 참모장 - 인사행정처 - 인사과 - 군수과 - 관리처 - 경리실 - 정작처 - 정작과 - 전산실 - 감찰실 | - 총괄과 - 지원대대 - 관리대대 - 경비중대 - 3군 대학 근무지원대대 - 수송대대 - 수송1~4중대 - 정비대대 - 시설대대 - 관재과 - 운영과 - 지원과 - 시설중대 - 의무대대 - 계룡대지구병원 - 군사경찰대대 - 여군대대 |

## 사건·사고
2009년 10월 13일 MBC PD수첩은 해군 현역 장교인 김영수 소령의 제보를 통해 계룡대근무지원단이 비공개수의계약 입찰을 통해 9억 4천만원을 낭비했다는 내용을 보도하였다.
2009년 10월 15일 YTN은 "군 검찰이 검찰단 소속 수사관 등에 대한 협박과 회유로 수사정보가 조직적, 체계적으로 유출돼 왔다"며 "보안이 철저히 유지된 제3의 장소에서 재수사에 나서야 한다"고 전했다.
2009년 12월 29일 국방부 특별조사단은 지난 2003년부터 2005년까지 회계 및 물품관리 담당자들이 조달관계 법령을 위반해 선납과 수의계약 남발, 검수.물품관리 부실, 일반수용비 유용 등으로 총 6억7,000만원 상당의 국고손실을 끼쳤다고 밝혔다. 국방부 특별조사단을 이끌었던 김용기 인사복지실장은 "계근단 납품비리를 폭로한 김영수 소령은 규정을 위반하고 언론 인터뷰를 한 잘못과 함께 비리 폭로가 사실로 드러난 공적도 있다"며 "공과 과를 잘 따져서 신중하게 신병 문제를 결정할 것"이라고 밝혔다.
국방부는 비위 및 수사방해 혐의로 31명 중 해군 김모 대령과 해병대 류모 대령, 김모 준위 등 7명을 구속하고 국방부 검찰단의 이모 상사 등 13명은 불구속 기소했다. 나머지 11명은 기소유예했다. 이와 별개로 직무상 비위가 확인된 16명과 6개 기관에 대해서는 각각 징계요구와 기관경고 처분했다.
2010년 5월 13일 국방부 보통군사법원은 계룡대근무지원단 납품비리와 관련, 특수직무유기 등의 혐의로 구속기소된 전 해군 법무실장 김모 대령에 대해 징역 2년에 집행유예 3년을 선고했다고 밝혔다. 김 대령은 해군 이모 서기관(구속)이 업체로부터 수천만원을 받은 사실을 육군으로부터 전해듣고 해군으로 이송하지 말 것을 육군 측에 부탁하고 이후 그 대가로 이 서기관으로부터 6000만원을 수수한 혐의로 구속되었다.
이에 대해 국방부 검찰단 관계자는 “김 대령이 뇌물을 수수한 혐의 입증자료가 충분하다”며 “그 부분이 인정되지 않더라도 나머지 혐의를 법원이 인정했음에도 집행유예 선고가 내려진 것은 납득할 수 없다”며 항소할 계획임을 밝혔다.
2011년 7월 18일 국민권익위원회는 2009년 충남 계룡대근무지원단의 납품 비리를 폭로했던 김영수 전 해군 소령이 조사관 4명을 뽑는 일반계약직 채용에서 국방보훈민원과에 응시해 합격했다고 밝혔다. 김 전 소령은 헤럴드경제 기자와의 전화통화에서 “국가를 위해 일하는 신분으로 돌아간 만큼 국민들을 위해 봉사하는 자세로 살아가겠다”고 짧게 답했다.

## 같이 보기
- 국방부근무지원단